# 吉住モータース
株式会社吉住モータース（よしずみモータース）は、東京都台東区に所在する芸能事務所。

## 概要
劇作家・演出家の鴻上尚史を中心に舞台公演の企画運営を行っている株式会社サードステージのマネージメント部独立に伴い、当時同社に所属していた5人の俳優を擁する俳優プロダクションとして2006年8月に設立された。一時は芸能事務所・ジャングルと業務提携していた。
2013年12月より劇団「イキウメ」所属俳優6名のマネジメントを開始。

## 所属俳優

### 吉住モータース
- 木野花
- 池田成志
- 篠井英介
- 宮下今日子
- 石橋けい
- 富川一人
- 田村健太郎

### イキウメ俳優部
- 浜田信也
- 伊勢佳世
- 盛隆二
- 森下創
- 大窪人衛

## 過去の所属俳優
- 瀧内公美
- 岩本幸子
- 大久保綾乃
- 内田慈
- 瀬川亮